# نرجس جلدي
النرجس الجلدي (باللاتينية: Narcissus rupicola) نوع نباتي يتبع جنس النرجس من الفصيلة النرجسية. ينمو النبات من بصلة شتوية مبكرة معمرة.

## الموئل والانتشار
الموطن الأصلي للنرجس الجلدي المغرب العربي وإسبانيا والبرتغال.